# Krigsåret 1974

## Pågående krig
- Vietnamkriget (1959-1975)[1]
  - Sydvietnam på ena sidan
  - Nordvietnam på andra sidan

## Händelser

### Januari
- 19 - Kina annekterar Paracelöarna, som har en sydvietnamesisk garnison.

### Mars
- 31 - Syrien och Israel enas om vapenvila.

### April
- 25 - Portugals diktatur störtas av officerare (Nejlikerevolutionen).

### Juli
- 20 - Turkiet invaderar Cypern; Cypernkrisen 1974

### December
- 13 - Nordvietnam startar Ho-chi-minh-offensiven.

### Fotnoter
1. ↑  ”World Statesmen”. http://www.worldstatesmen.org/WARS.html. Läst 28 juni 2011.